# Prado (wieś)
Prado – wieś w Portugalii, w dystrykcie Viana do Castelo, w gminie Melgaço. Według danych na 2021 rok wieś zamieszkiwały 443 osoby, a gęstość zaludnienia wyniosła 120,8 os./km².

## Klimat
Średnia temperatura wynosi 12 °C. Najcieplejszym miesiącem jest sierpień (22 °C), a najzimniejszym luty (6 °C). Średnia suma opadów wynosi 1236 milimetrów rocznie. Najbardziej wilgotnym miesiącem jest styczeń (179 milimetrów opadów), a najbardziej suchym jest sierpień (6 milimetrów opadów).